# Feliciano da Costa
José Feliciano da Costa Júnior CvC (Lisboa, 18 de Dezembro de 1884 — Lisboa, 24 de Outubro de 1929), mais conhecido por Feliciano da Costa, foi um oficial do Exército Português e político de pendor presidencialista e liberal ligado ao sidonismo que, entre outros cargos de relevo, foi vogal da junta revolucionária de 1917, Ministro do Trabalho e Previdência Social do Governo de Sidónio Pais (1918) e representante de Portugal junto da Santa Sé (1918). Dirigiu o periódico A Situação.

## Biografia
Assentou praça no Exército a 5 de Dezembro de 1903, sendo promovido a alferes de cavalaria em 15 de Novembro de 1908. Próximo de Machado Santos, era capitão aquando do golpe militar de 5 de Dezembro de 1917, no qual participou activamente, sendo um dos vogais da junta revolucionária presidida por Sidónio Pais que foi instaurada após o consequente derrube do 14.º governo republicano presidido por Afonso Costa.
Após o triunfo do movimento revolucionário e a dissolução da junta revolucionária integrou o 15.º governo republicano presidido por Sidónio Pais com a pasta de Ministro do Trabalho e Previdência Social, cargo que exerceu de 11 de Dezembro de 1917 a 14 de Maio de 1918, sendo exonerado a seu pedido.
Por decreto de 24 de Agosto de 1918 foi nomeado enviado extraordinário e ministro plenipotenciário de Portugal junto da Santa Sé, exercendo o cargo até ao assassinato de Sidónio Pais poucos meses depois.
No posto de Capitão, a 15 de Fevereiro de 1919 foi feito Cavaleiro da Ordem Militar de Nosso Senhor Jesus Cristo.

Foi membro, a partir de Julho de 1920, do Centro Republicano Dr. Sidónio Pais, embrião do Partido Nacional Republicano Presidencialista, uma organização política que não teria grande sucesso.
Foi promovido a major, a 30 de Setembro de 1929, falecendo neste posto poucos meses depois.